# 양승호 (1993년)
양승호(1993년 5월 15일 ~ )는 대한민국의 배우이다.

## 영화
- (2018년) 《초콜릿 박스》 ... 지훈 역
- (2019년) 《졸업영화》 ... 재원 역
- (2021년) 《작은 방안의 소녀》 ... 경찰 역
- (2022년) 《늑대사냥》 ... 신동범 역
- (2022년) 《대무가》 ... 익수 조직원 1 역

## 드라마
- (2020년) 《룰루랄라 전당포》

## 공연
- (2016년) 《5두방정》
- (2017년) 《B.로소X장춘프로젝트 〈메멘토모리〉》
- (2018년) 《메멘토모리》